# NGC 845
NGC 845 è una galassia a spirale situata nella costellazione di Andromeda, a una distanza di circa 202 milioni di anni luce dalla nostra Via Lattea.

## Scoperta
La galassia è stata scoperta nell'ottobre 1828 dall'astronomo britannico John Herschel.

## Descrizione
NGC 845 ha una classe di luminosità II e presenta una larga riga a 21 cm dell'idrogeno neutro.

## Gruppo di NGC 841
NGC 845 fa parte del Gruppo di NGC 841, che comprende sei galassie luminose nei raggi X. Le altre cinque galassie componenti il gruppo sono NGC 834, NGC 841, UGC 1650, UGC 1673 e UGC 1721.
Anche la galassia UGC 1771 fa parte di questo gruppo, ma non è luminosa ai raggi X.